# يدع إيل وتر الثاني
يدع إيل وتر الثاني (نحو 50 ق م - 30م): ملك سبأ وذي ريدان. حتى الآن لم يتم العثور على أي دليل أثري يدعم أصوله، وليس لدينا للملك يدع إيل وتر (ملك سبأ وذي ريدان) سوى نقش واحد (RES 3097).
تولى يدع إيل وتر عرش سبأ وذي ريدان بعد الملك ذمار علي وتر يهنعم حوالي سنة 20م وفق تقدير كينيث كيتشن.والملك يدع إيل وتر هو جد الملك كرب إيل وتر يهنعم الأول (RES 4198).